# Mon violoncelle pour un cheval
Mon violoncelle pour un cheval est une comédie de Victor Haïm, produite pour la première fois le 27 juillet 1971 au Festival d'Avignon sur la scène de la Chapelle des Pénitents Blancs.

## Mises en scène

### En 1971 au Festival d'Avignon
Lecture publique par la troupe Théâtre Ouvert (itinérante à cette époque) sur une mise en scène de André-Louis Perinetti, régie de Ricardo Marquez.
| Acteurs et actrices ayant créé les rôles                     |                   |
| Personnage                                                   | Acteur ou actrice |
| Henri Fenimore, richissime homme d'affaires                  | Bernard Lavalette |
| Dr. Tottenlieder, serviteur de Henri Fenimore                | Roland Bertin     |
| Emile, le propriétaire du cheval                             | Michel Ruhl       |
| Corbard, le narrateur                                        | Maurice Travail   |
| Gabrielle, femme de Henri Fenimore a l'esprit un peu dérangé | Danielle Volle    |
| Tutu, comptable de Henri Fenimore, elle aime la danse        | Maïa Simon        |
| Fraise, secrétaire particulière de Henri Fenimore            | Chantal Touze     |

### En 2009 à la Fabrique de Théâtre de Frameries, Belgique
Par la troupe du G Théâtre sur une mise en scène de Barbara Dulière assistée par Roseline Hogne et Thérésa Dulière à la Fabrique de Théâtre de Frameries.
| Distribution                                                               |                   |
| Personnage                                                                 | Acteur ou actrice |
| Henri Fenimore, richissime homme d'affaires                                | Benoît Delabie    |
| Dr. Tottenlieder, serviteur de Henri Fenimore                              | Michel Duprez     |
| Emile, le propriétaire du cheval Nabuze                                    | Renato Mulone     |
| Corbard, le narrateur                                                      | Pino Miceli       |
| Le cheval Nabuze, introduit en tant que rôle muet dans cette mise en scène | Vincent Havaux    |
| Gabrielle, femme de Henri Fenimore a l'esprit un peu dérangé               | Albine Hanneton   |
| Tutu, comptable de Henri Fenimore, elle aime la danse                      | Marie Libion      |
| Fraise, secrétaire particulière de Henri Fenimore                          | Maurane Hogne     |